# 金沙街道 (广州市)
金沙街道，是中华人民共和国广东省广州市白云区下辖的一个乡镇级行政单位。

## 行政区划
金沙街道下辖以下地区：
横沙社区、沙贝社区、沙凤新村社区、凤冈社区、马头岗社区、丽日社区、凤岭社区、平乐社区、金域蓝湾社区、新凤社区、金藤社区、沙顶社区和浔峰社区。

## 交通

### 地铁
- █广州地铁6号线：浔峰岗站、横沙站、沙贝站
- █广州地铁12号线：浔峰岗站、浔峰岗北站